# Biemna cribaria
Biemna cribaria är en svampdjursart som först beskrevs av Pedro M. Alcolado och Gotera 1986.  Biemna cribaria ingår i släktet Biemna och familjen Desmacellidae. Inga underarter finns listade i Catalogue of Life.